# اريك زورن
اريك زورن (بالإنجليزية: Eric Zorn)‏ هو صحفي أمريكي، ولد في 6 يناير 1958.